# Gymnopleurus laetus
Gymnopleurus laetus là một loài bọ cánh cứng trong họ Bọ hung (Scarabaeidae).